# Australiodillo insularis
Australiodillo insularis är en kräftdjursart som beskrevs av Albert Vandel 1973. Australiodillo insularis ingår i släktet Australiodillo och familjen Armadillidae. Inga underarter finns listade i Catalogue of Life.